# Patronat Ribas
El Patronat Ribas, també conegut com a Orfenat Ribas, és un conjunt arquitectònic del barri de Sant Genís dels Agudells de Barcelona, obra d'Enric Sagnier i Villavecchia (1930). Està catalogat com a bé cultural d'interès local.

## Història
El 1908, el fabricant tèxtil Francesc Ribas i Regordosa va disposar en el seu testament que del patrimoni familiar es construirien una escola a Rubí i un orfenat a Barcelona. El seu germà Lluís va morir el 1911 i ho va encomanar als seus hereus de confiança Jaume Carné, Eduard Amat i Josep Ventolrà, amb una dotació de 12 milions de pessetes. Aquests constituïren la raó social Herencia de Confianza de Luis Ribas (posteriorment Patronat Ribas), amb Carné com a administrador, que el 1916 va convocar un concurs d'avantprojectes per a construir l'orfenat, i el 1919 va adquirir la finca de Can Besora, una extensió de 47.000 m² a tocar del passeig de la Vall d'Hebron, entre l'antic camí de Sant Genís (carrer de Natzaret) i el torrent de Besora o de Figuerola (carrer de Judea). El projecte fou encarregat a Enric Sagnier i Villavecchia i es va construir entre 1920 i 1930, i fou inaugurat l'1 de maig d'aquest any. Tenia 500 llits i 800 places escolars, que mai es van ocupar en la totalitat.
L'Orfenat va funcionar fins al curs 1970-1971, quan el Patronat decidí tancar-lo per problemes econòmics, que es volien resoldre amb la venda de 1.000 m² dels jardins a la immobiliària SADIS (Sociedad Anónima de Inmuebles Sociales) per a construir-hi habitatges segons el Pla Parcial aprovat el 1968 per l'Ajuntament de Porcioles, que requalificava els terrenys de l'Orfenat i els de Can Figuerola (urbanitzats per la mateixa immobiliària) com a zona residencial intensiva. Més tard, el Patronat va treure a subhasta tot el solar per un preu mínim de 170 milions de pessetes. Davant d'aquesta situació, la premsa i les associacions de veïns de la zona van començar la lluita per a salvar l'edifici de l'enderrocament. Aquesta pressió va fer efecte, i el desembre del 1972, l'Ajuntament va acordar-ne l'adquisició per a destinar-lo a escoles.
L'estiu del 1976, l'orfenat passà a tenir dos instituts d'ensenyament secundari: l'ala esquerra seria l'Institut de Formació Professional Patronat Ribas, i l’ala dreta l'Institut d'Ensenyament Secundari Vall d'Hebron, que el 1985 canviaria el nom pel de Carles Riba. El 2001, coincidint amb el 25è aniversari, es van fusionar en un sol institut amb el nom actual de Vall d'Hebron.

## Descripció

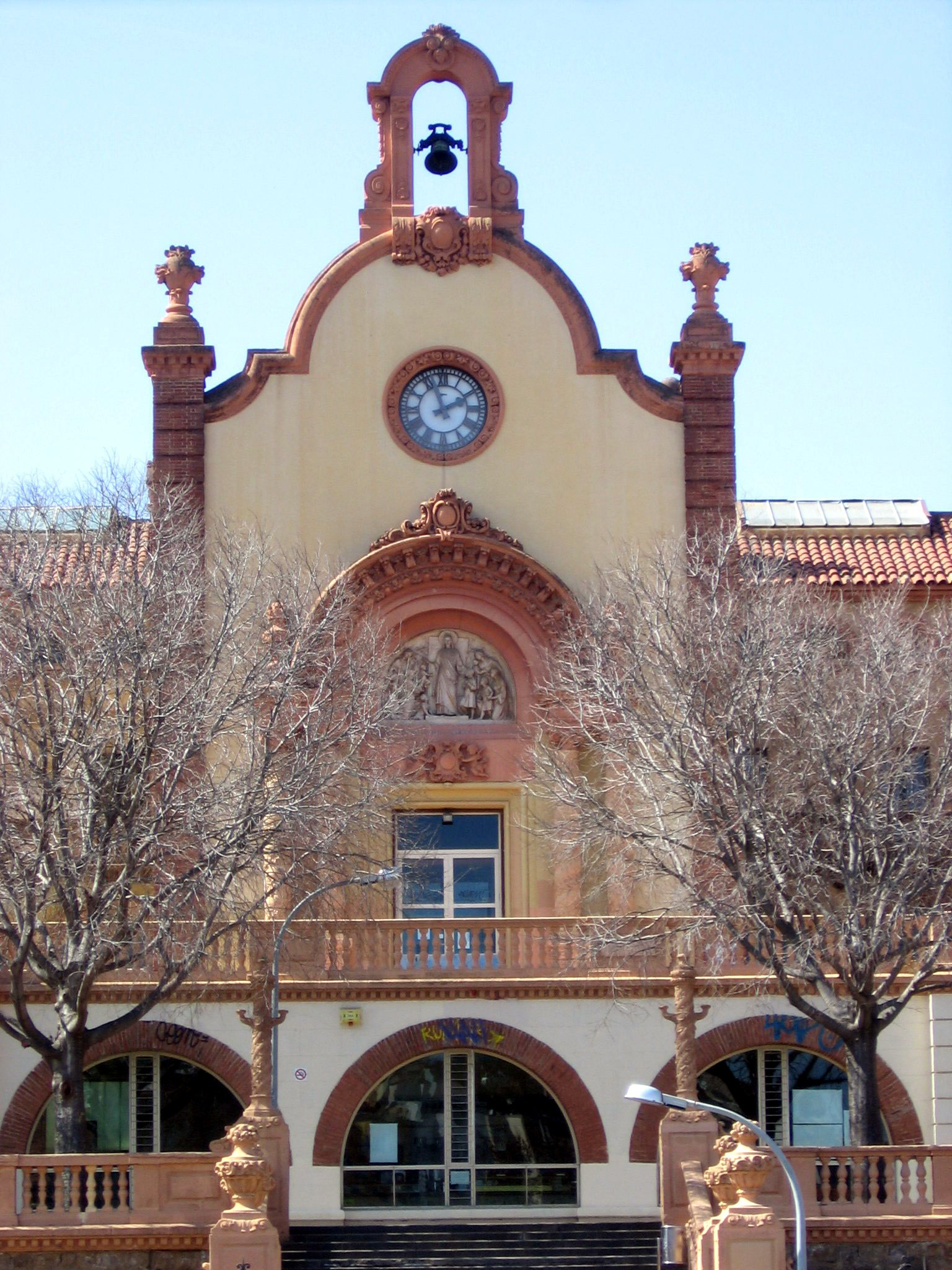
Capella

La portada del conjunt és monumental, amb un gran arc de mig punt, amb arquivoltes i timpà, que conté un alt relleu en què s'hi representa una escena religiosa. Aquests elements se suporten en quatre grans columnes salomòniques, i encara hi ha un gran òcul i corona el frontó una espadanya.
Al centre se situa la capella (actualment biblioteca de l'IES Vall d'Hebron), a banda i banda de la qual hi ha quatre grans pavellons de quatre plantes cadascun. A la planta baixa es trobaven els safaretjos, cuines i magatzems, al primer pis les aules per als alumnes, ben ventilades i assolellades, a més de dos menjadors, administració i infermeria; i als pisos segon i tercer els dormitoris. Cal destacar la qualitat dels materials de construcció: marbres, fusta de caoba, bigues de ferro, encavallades de fusta en els cobriments, paviments hidràulics, etc.
En cadascuna de les façanes d'aquests pavellons es repeteix el programa monumental que recull i reinterpreta la tradició barroca. Hi predomina la verticalitat, com ho demostra l'emmarcament de les obertures, fet amb terracota, que les agrupa des de la planta baixa al tercer pis. Així mateix, resulta en el coronament mixtilini, molt emfasitzat, amb tres respiralls estilitzats al seu centre. El parament, tot arrebossat, es completa a les cantonades amb un aplacat vertical que simula carreus, que arrenquen del basament i sobrepassen l'entaulament per concloure en boles decoratives. S'hi reprodueixen les formes del cànon, especialment en la gran escalinata d'accés, desenvolupada en diferents plans i embellida amb balustres, grans hídries i columnes salomòniques.